# Elytranthe dranensis
Elytranthe dranensis là một loài thực vật có hoa trong họ Loranthaceae. Loài này được (S.Moore) Danser mô tả khoa học đầu tiên năm 1933.